# Gone Again
Gone Again är ett album av den amerikanska rocksångerskan Patti Smith, utgivet 1996.
Albumet föregicks av Smiths make Fred "Sonic" Smiths bortgång i november 1994. Kort därefter hade även hennes yngre bror Todd avlidit. Efter dessa händelser tog hon upp sin musikkarriär på nytt och gav med Gone Again ut sitt första album sedan Dream of Life 1988. Två låtar är skrivna tillsammans med Fred Smith, titelspåret och "Summer Cannibals". Smith påverkades även av Kurt Cobains död, och skrev låten "About a Boy" om honom.
Albumet blev som bäst 55:a på Billboard 200.

## Låtlista
1. "Gone Again" (Patti Smith/Fred "Sonic" Smith) - 3:17
2. "Beneath the Southern Cross" (Lenny Kaye/Patti Smith) - 4:35
3. "About a Boy" (Patti Smith) - 8:16
4. "My Madrigal" (Luis Resto/Patti Smith) - 5:09
5. "Summer Cannibals" (Fred "Sonic" Smith/Patti Smith) - 4:10
6. "Dead to the World" (Patti Smith) - 4:17
7. "Wing" (Patti Smith) - 4:53
8. "Ravens" (Patti Smith) - 3:57
9. "Wicked Messenger" (Bob Dylan) - 3:47
10. "Fireflies" (Oliver Ray/Patti Smith) - 9:36
11. "Farewell Reel" (Patti Smith) - 3:55